# Noëmi de Portelaová
Noemí Simonetto (1. února 1926 Buenos Aires – 20. února 2011 Buenos Aires) byla argentinská atletka, které startovala hlavně ve skoku do dálky. Startovala za Argentinu v roce LOH 1948 na letních olympijských hrách, které se konaly v Londýně, ve skoku dalekém, kde získala stříbrnou medaili. V letech 1941, 1943, 1945 a 1947 získala na jihoamerických mistrovstvích v atletice 17 medailí (11 zlatých).